# خوتا بژوسکا
خوتا بژوسکا (به لهستانی:  Huta Brzuska) یک روستا در لهستان است که در گمینا بیرچا واقع شده‌است.